# 710 Gertrud
710 Gertrud este un asteroid din centura principală, descoperit pe 28 februarie 1911, de Johann Palisa.

## Denumirea asteroidului
Asteroidul a primit numele în onoarea lui Gertrud Rheden, nepotul descoperitorului Johann Palisa.